# ユニオン・ストリート駅 (BMT4番街線)
ユニオン・ストリート駅（Union Street）はブルックリン区パーク・スロープのユニオン・ストリートと4番街交差点に位置するニューヨーク市地下鉄BMT4番街線の駅である。D系統とN系統が深夜帯、R系統が終日、W系統がラッシュ時に停車する。

## 歴史
1915年6月22日に駅は59丁目駅までの延伸時に開業した。
駅は2度改装されている。1度目は1970年代後半に白熱灯を蛍光灯に置き換え、壁面がモダンなデザインのものになった。
1990年から1994年まで再度改装された。CommUnionと呼ばれるエメット・ウィグルスワースによるアートワークも設置された。

## 駅構造
| G          | 地上階                     | 出入口 |
| P ホーム階 | 相対式ホーム、右側扉が開く | 相対式ホーム、右側扉が開く |
| P ホーム階 | 北行緩行線                 | ← 深夜帯：205丁目駅行き（アトランティック・アベニュー-バークレイズ・センター駅） ← 深夜帯：アストリア-ディトマース・ブールバード駅行き（アトランティック・アベニュー-バークレイズ・センター駅） ← フォレスト・ヒルズ-71番街駅行き（アトランティック・アベニュー-バークレイズ・センター駅） ← 深夜帯：ホワイトホール・ストリート駅行き（アトランティック・アベニュー-バークレイズ・センター駅） ← ラッシュ時：アストリア-ディトマース・ブールバード駅行き（アトランティック・アベニュー-バークレイズ・センター駅） |
| P ホーム階 | 北行急行線                 | ← 深夜帯以外：通過 |
| P ホーム階 | 南行急行線                 | → 深夜帯以外：通過 → |
| P ホーム階 | 南行緩行線                 | → 深夜帯：ウェスト・エンド線経由コニー・アイランド駅行き（9丁目駅）→ 深夜帯：シー・ビーチ線経由コニー・アイランド駅行き（9丁目駅）→ ベイ・リッジ-95丁目駅行き（9丁目駅）→ ラッシュ時：86丁目駅行き（9丁目駅）→ |
| P ホーム階 | 相対式ホーム、右側扉が開く | |

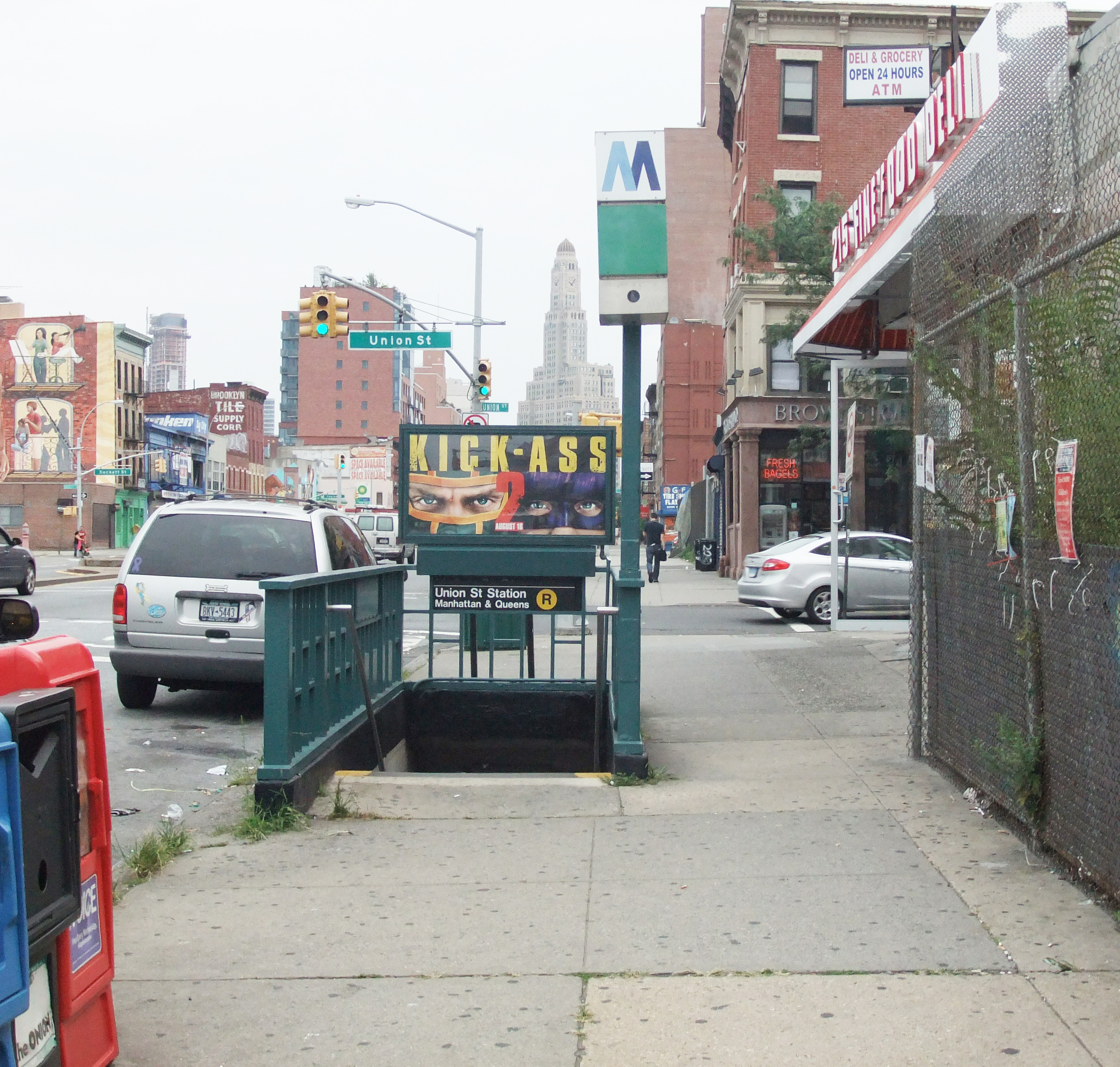
入口

相対式ホーム2面4線の地下駅である。1950年代にホームは600フィートに延伸している。柱はホーム北端にクリーム色のものが設置されている。

### 出口
ホームごとに改札が異なり改札内連絡通路もない。それぞれの改札外には階段が2つずつあり、北行ホームからはユニオン・ストリートと4番街交差点の南東、南行ホームからは同交差点南西に通じている。